# Footwork Racing
 (décembre 2023).
Si vous disposez d'ouvrages ou d'articles de référence ou si vous connaissez des sites web de qualité traitant du thème abordé ici, merci de compléter l'article en donnant les références utiles à sa vérifiabilité et en les liant à la section « Notes et références ».
Footwork est une écurie de Formule 1 créée en 1991 à la suite du rachat par le consortium japonais éponyme de l'écurie Arrows de Jackie Oliver, alors en pleine déroute financière. Footwork (après plusieurs saisons en Formule 3000) a disputé le championnat du monde de F1 de 1991 à 1993 avant que la récession économique au Japon et l'implication du trust dans un scandale politico-financier ne provoque son retrait. En trois saisons et 42 Grands Prix, Footwork a inscrit 10 points et son meilleur classement en championnat du monde est une 7e place en 1992. Jackie Oliver rachète son écurie fin 1993, la rebaptise Arrows pour l'engager en championnat en 1994. Footwork restera toutefois impliqué en F1, mais seulement en tant que sponsor d'Arrows.

## Historique
En 1990, l'Arrows-Ford est confiée au duo italien Michele Alboreto et Alex Caffi débauché de chez Dallara. Les années 1990 constituent le début de l'apparition des consortiums japonais en Formule 1 : Middlebridge absorbe Onyx puis Brabham, Leyton House fait de même avec March Engineering tandis que Footwork lorgne sur une écurie Arrows moribonde financièrement. 
Arrows persuade Porsche de lui fournir un moteur V12 atmosphérique, Footwork apportant la caution financière nécessaire. Porsche, bien qu'en négociations poussées avec Onyx, accepte l'offre d'Arrows pour la saison 1991, ce qui provoque indirectement la disparition d'Onyx. Le nouvel ingénieur, John Wickham, associé de Gordon Coppuck du temps de Spirit Racing mais surtout concepteur de la Footwork de Formule 3000, est chargé de concevoir un modèle de transition, l'A11B, propulsé par un moteur V8 Cosworth en attendant que les ingénieurs allemands aient mis au point le V12. 
Il n'y a pas grand-chose à espérer de cette saison : l'écurie finit avec seulement deux points, récoltés par Caffi, cinquième à Monaco. Ces points sont néanmoins très importants car ils permettent à Arrows d'éviter de disputer les pré-qualifications. Profitant de la situation de faiblesse de l'écurie, Footwork rachète entièrement Arrows qui est rebaptisée Footwork Racing à l'occasion de son inscription en championnat du monde en 1991. C'est la fin de la première aventure « tout Arrows » en Formule 1.

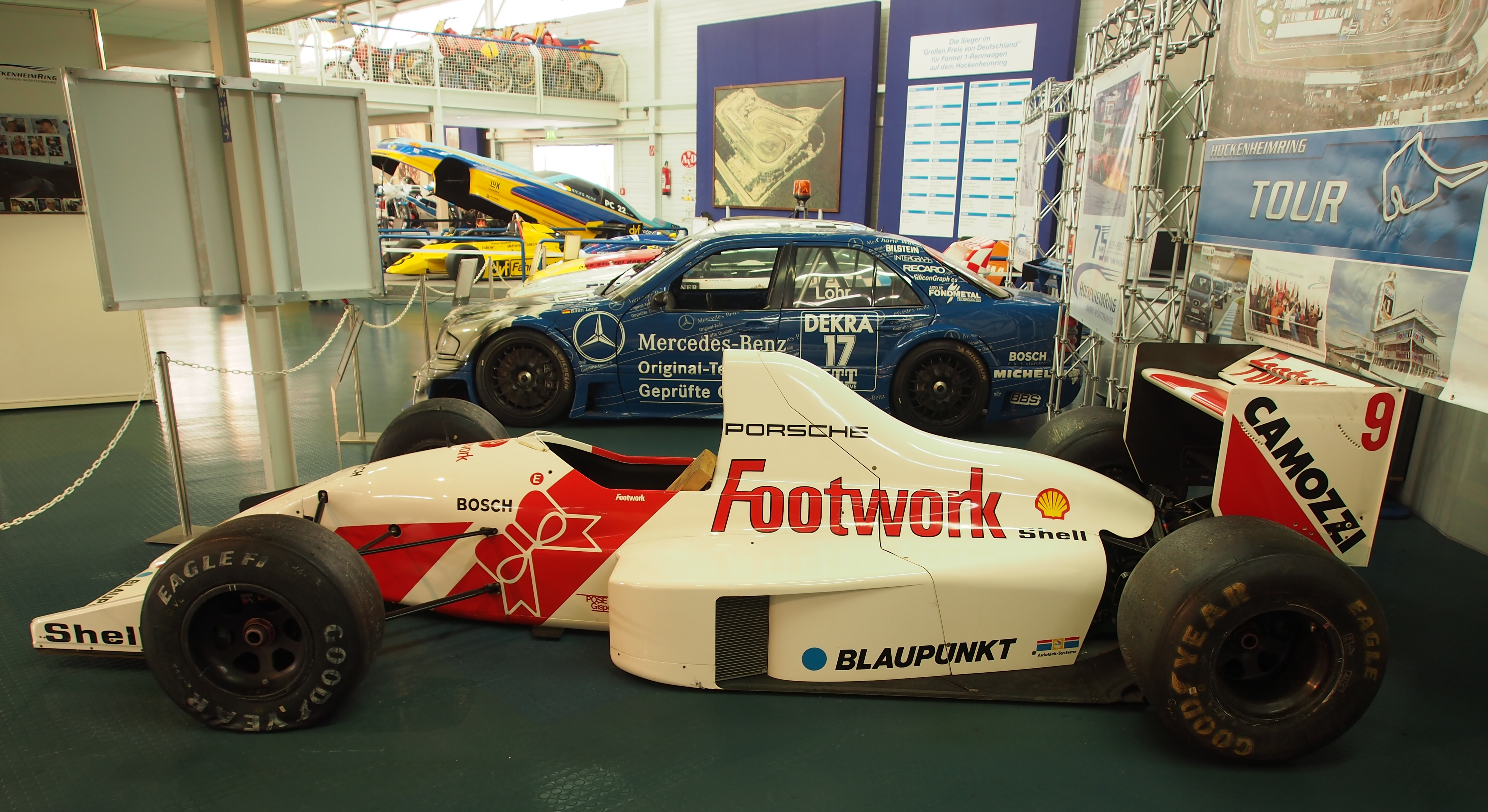
La Footwork A11C exposée au Motor-Sport-Museum d'Hockenheim.

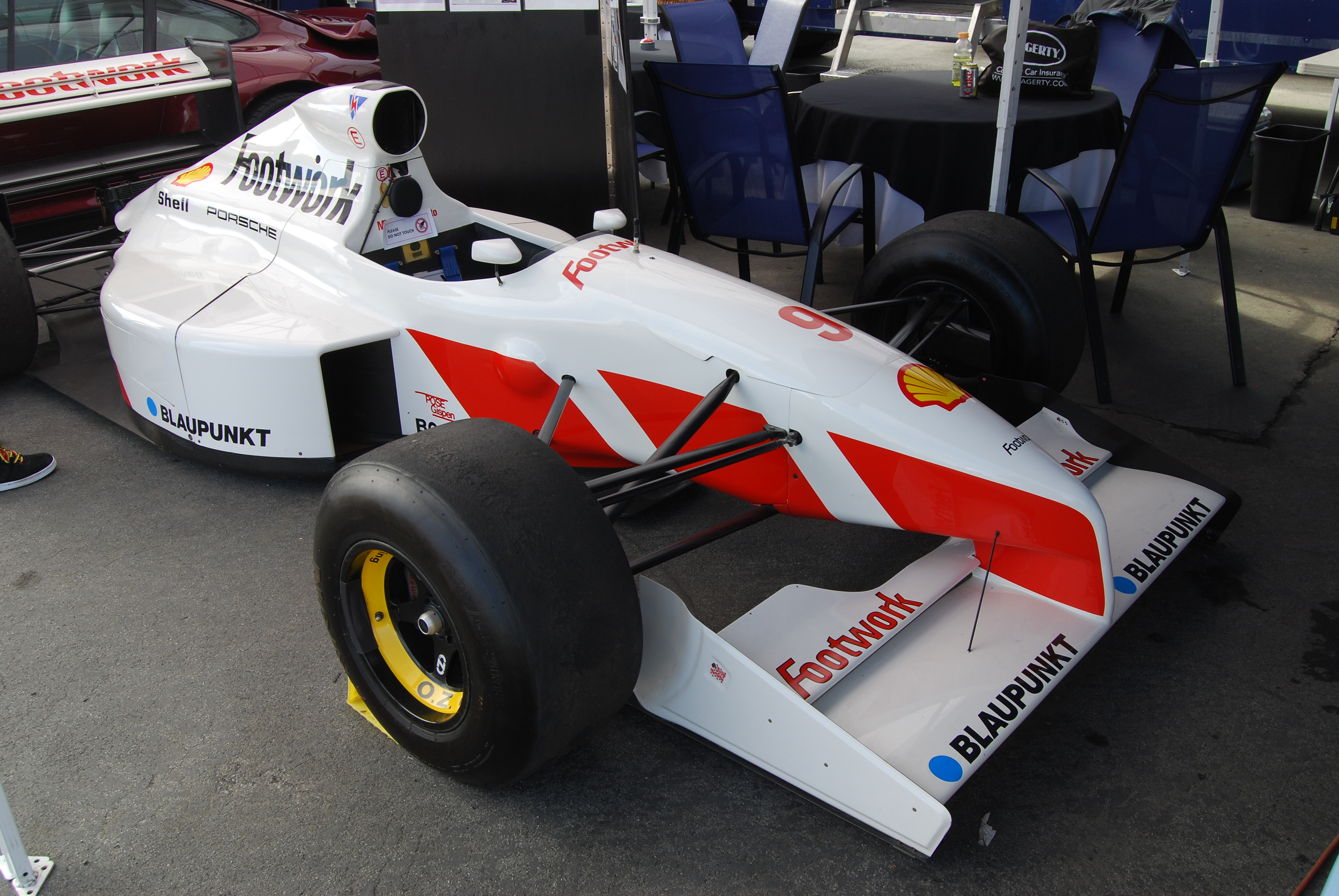
La Footwork FA12 à moteur Porsche

La nouvelle monoplace n'étant pas prête en début de saison, un modèle hybride est aligné, la Footwork A11C, une simple évolution du châssis A11 modifié pour recevoir le moteur V12 Porsche à la place du V8 Cosworth. Pour son retour en Formule 1, Porsche n'a pas mis beaucoup de moyens ; en effet, le V12 de 3 500 cm3, conçu de manière économique à partir de deux anciens moteurs V6 de 1 500 cm3 datant du partenariat victorieux avec McLaren à l'époque des moteurs turbocompressés, est extrêmement lourd par rapport à ses concurrents. L'A11C est une piètre monoplace qui traîne piteusement son arrière-train à la manière d'une hyène, à cause d'un bloc trop lourd qui écrase les suspensions. Lors du Grand Prix inaugural, Caffi n'arrive pas à se qualifier et Alboreto est dernier sur la grille. Le second Grand Prix, au Brésil, est encore plus difficile puisqu'aucune monoplace ne se qualifie. 
Le nouvel ingénieur Alan Jenkins (ex-McLaren TAG Porsche) dévoile la nouvelle FA12 à Imola. Elle souffre du même défaut que l'hybride : le moteur est trop présent sur le train arrière et la tenue de route très aléatoire. Caffi compromet sa saison en se blessant à Monaco au volant d'une FA12 inconduisible et est remplacé par Stefan Johansson. En cinq qualifications, le moteur casse cinq fois. Au Mexique, dans le banking du circuit, la force centrifuge provoque le déjaugeage du circuit d'huile et la casse de quatre moteurs au cours de la première journée d'essais. Jackie Oliver, toujours aux commandes de l'écurie bien qu'il n'en soit plus propriétaire, se décide à se débarrasser du moteur Porsche pour acquérir un V8 Hart. Finalement, à partir du Grand Prix de France, l'écurie se rabat sur un V8 Ford-Cosworth. Une nouvelle voiture hybride, la FA12C, doit être conçue en catastrophe pour se réadapter à un moteur V8. La première saison de Footwork se solde par un score vierge de point, ce qui n'était jamais arrivé du temps d'Arrows.
Pour 1992, Footwork profite du fait que l'écurie Tyrrell Racing se sépare de Honda pour récupérer le moteur V10 Mugen-Honda, une évolution du V10 utilisé par McLaren en 1990, en lieu et place du V8 Ford-Cosworth intérimaire. Alboreto est convaincu par Oliver de rempiler et est épaulé par le Japonais Aguri Suzuki (ex-Larrousse). Si la FA13 est inspirée d'une McLaren et d'une Jordan, son châssis n'est à la hauteur ni de l'une ni de l'autre. Toutefois le moteur Mugen se révèle fiable et Alboreto récolte des points en plusieurs occasions (sixième au Brésil et au Portugal et cinquième en Espagne et à Saint-Marin). Suzuki, par contre, ne peut soutenir la comparaison avec l'Italien en n'inscrivant aucun point. Footwork termine septième du championnat avec six points.
En 1993, la FA13B dispute les deux premiers Grands Prix de la saison, le temps que Jenkins termine la FA14 à moteur V10 Mugen. La nouvelle monoplace reçoit enfin une boîte de vitesses semi-automatique et un système d'antipatinage et Oliver négocie une fourniture en suspensions actives auprès de McLaren. Alboreto, parti chez Scuderia Minardi, est remplacé par le revenant Derek Warwick, vainqueur des 24 Heures du Mans 1992 sur Peugeot 905 et qui n'avait de cesse de retourner en Formule 1. Le début de saison est catastrophique car l'écurie n'arrive pas à régler le système de suspensions actives. À partir du Grand Prix d'Angleterre, Warwick ramène le premier point de la saison et en inscrit trois de plus en Hongrie tandis que, comme l'année précédente, Suzuki ne marque aucun point. Avec quatre points, Footwork se classe neuvième du championnat du monde. 
La récession économique au Japon contraint Leyton House, Middlebridge et Footwork (impliqués dans des scandales politico-financiers) à abandonner leur activité en Formule 1, causant la disparition de nombres d'écuries comme Onyx, Brabham et March. Jackie Oliver évite le dépôt de bilan et engage son écurie en championnat du monde 1994 sous son patronyme d'origine. En 1994, le départ de Footwork en tant qu'actionnaire, bien que restant commanditaire principal de l'équipe (si l'écurie est dénommée Arrows Grand Prix International ltd, sa dénomination commerciale est Footwork-Ford) est synonyme de perte du budget nécessaire à la poursuite du partenariat avec Mugen.

## Résultats en championnat du monde de Formule 1
| Saison | Écurie                            | Châssis                                    | Moteur                       | Pneus    | Pilotes                                      | Grands Prix disputés | Points inscrits | Classement |
| ------ | --------------------------------- | ------------------------------------------ | ---------------------------- | -------- | -------------------------------------------- | -------------------- | --------------- | ---------- |
| 1991   | Footwork Grand Prix International | Footwork A11C Footwork FA12 Footwork FA12C | Porsche V12 Ford-Cosworth V8 | Goodyear | Michele Alboreto Alex Caffi Stefan Johansson | 10                   | 0               | Non classé |
| 1992   | Footwork Mugen Honda              | Footwork FA13                              | Mugen-Honda V10              | Goodyear | Michele Alboreto Aguri Suzuki                | 16                   | 6               | 7e         |
| 1993   | Footwork Mugen Honda              | Footwork FA13B Footwork FA14               | Mugen-Honda V10              | Goodyear | Derek Warwick Aguri Suzuki                   | 16                   | 4               | 9e         |

## Palmarès des pilotes de Footwork
| Pilote           | Grand Prix disputés | Victoires | Podiums | Points inscrits | Pole positions | Meilleur tour en course |
| ---------------- | ------------------- | --------- | ------- | --------------- | -------------- | ----------------------- |
| Michele Alboreto | 25                  | 0         | 0       | 6               | 0              | 0                       |
| Alex Caffi       | 2                   | 0         | 0       | 0               | 0              | 0                       |
| Stefan Johansson | 1                   | 0         | 0       | 0               | 0              | 0                       |
| Aguri Suzuki     | 30                  | 0         | 0       | 0               | 0              | 0                       |
| Derek Warwick    | 16                  | 0         | 0       | 4               | 0              | 0                       |